# Пита (хлеб)
Пита (енгл. pita; грч. πίτα) позната и као арапски хлеб (арап. خبز عربي), сиријски хлеб, либански хлеб и кмај (из персијског кумај), врста је округлог сомуна са квасцем, печеног од пшеничног брашна, која је распрострањена на Медитерану, Блиском истоку и у суседним областима. Укључује широко познату верзију са унутрашњим џепом. У Уједињеном Краљевству, термин се користи за верзије са џепом, као што је грчка пита, која се користи за роштиљ и за умотавање сувлакија. Западни назив пита понекад се може односити и на разне друге врсте сомуна који у локалним језицима имају другачија имена, као што су бројне врсте арапског хубза (хлеба).

## Етимологија
Реч се у енглеском језику први пут помиње 1936. године, према Оксфордском енглеском речнику. Енглеска реч је позајмљена из савременог грчког грч. πίτα (у преводу „хлеб, колач, пита“), која потиче из византијског грчког (потврђено 1108. године), а могуће и од старогрчког стгрч. πίττα или стгрч. , где обе речи значе „смола“, или од стгрч. πικτή (у преводу „ферментисано пециво“), што је можда прешло у латински као лат. picta, од чега је настала и реч пица. У левантском арапском је еволуирала у фатех, пошто је у старом арапском глас /p/ прешао у /f/. Друге хипотезе прате грчку реч до класичне хебрејске речи פת (дословно „залогај хлеба“). Пише се као арамејска реч פיתא, из које је примљена у византијски грчки. Постоје и хипотезе о пореклу речи преко германских или илирских језика.
Реч је позајмљена у турски језик као тур. pide, и појављује се у балканским језицима као босанско-српско-хрватска сх. pita, румунска рум. pită, албанска алб. pite, и бугарска буг. pitka или буг. pita; међутим, на српскохрватском говорном подручју бивше Југославије, реч пита се користи у општем значењу за јело пита.
У арапском, фраза арап. خبز البيتا (дословно „пита хлеб“) се понекад користи; друга имена су једноставно арап. خبز („хлеб“), арап. الخبز العربي („арапски хлеб“) или арап. خبز الكماج („ал-кимај хлеб“). У Египту, назива се еиш балади (Шаблон:Lang-arz ) или једноставно еиш (Шаблон:Lang-arz , „хлеб“), иако су у Египту уобичајене и друге врсте хлеба, као што су еиш фино и еиш мерахрах.
У грчком језику, πίτα се подразумевано односи на дебљу грчку питу без џепа, док се тања пита у стилу хубза назива αραβική πίτα (дословно „арапска пита“).

## Историја
Пита води порекло од праисторијских сомуна са Блиског истока. Постоје докази да су током каменог доба, пре око 14.500 година, Натуфијанци на територији данашњег Јордана правили неку врсту сомуна од дивљих житарица. Древна пшеница и јечам били су међу најранијим доместификованим усевима у неолиту пре око 10.000 година, у Плодородном полумесецу. Пре 4.000 година, хлеб је био од централног значаја у друштвима попут вавилонске културе у Месопотамији, одакле потичу најранији познати писани записи и рецепти за прављење хлеба, где су сомуни слични пити, печени у тинуру (танур или тандур), били основни део исхране. Они су веома слични данашњем тандур хлебу, табун хлебу, и лафи, ирачком сомуну са много сличности са питом. Међутим, не постоји запис о двослојној „џепној пити“ у древним текстовима, нити у средњовековним арапским куварима, па према историчарима хране као што су Чарлс Пери и Гил Маркс, то је вероватно каснији изум.

## Припрема
Већина пита се пече на високим температурама (232–246 °C), што претвара воду у тесту у пару, услед чега се пита надува и формира џеп. Када се извади из пећи, слојеви печеног теста остају одвојени унутар издуване пите, што омогућава да се хлеб отвори како би се формирао џеп. Пита се понекад пече и без џепа и тада се назива „пита без џепа“. Традиционално се служи свежа из пећи (обично пећи на дрва сличне пећи за пицу). Најбоља је убрзо након печења или истог дана, а може се служити топла.
Савремена комерцијална пита припрема се на напредним аутоматским производним линијама, које прерађују силосе брашна од 45.000 kg одједном и производе хиљаде комада на сат. Пећи које се користе у комерцијалном пекарству знатно су топлије од традиционалних глинених пећи—425–482 °C—па се свака пита пече само један минут. Пите се затим хладе на ваздуху око 20 минута на покретним тракама, пре него што се одмах испоруче или се складиште у комерцијалним замрзивачима на температури од -12 °C.

## Кулинарска употреба
Пита се може користити за захватање сосова или умака, попут хумуса, или за умотавање кебаба, гироса, или фалафела, попут сендвича. Такође се може исећи и испећи у хрскави чипс од пите.
У турској кухињи, реч пиде може се односити на три различите врсте хлеба: сомун сличан оном који се једе у Грчкој и арапским земљама; јело слично пици, ичли пиде, где се надев ставља на тесто (често у облику чамца) пре печења; и рамазанску пиде. Прва врста пиде користи се за умотавање различитих врста кебаба, док се на другу ставља сир, млевено месо, или друго свеже или сушено месо и/или поврће. Регионалне варијације у облику, техници печења и надевима стварају препознатљиве стилове за сваки регион.
На Кипру, пита је обично округлија, пуфнастија и пече се на тигању од ливеног гвожђа. Користи се за сувлаки, шефталија, халуми са лунтза, и гирос. У грчкој кухињи реч пита значи „пециво“ и обично се користи за разне колаче и пецива попут спанакопита (пита са спанаћем) и каридопита (колач од ораха), који нису повезани са истоименим сомуном познатим у енглеском говорном подручју. Традиционални хлебови у грчкој кухињи су векне са квасцем, као што је округли καρβέλι (karvéli) или дугуљасти φραντζόλα (frantzóla). Ова врста пите (сомун) готово искључиво се користи за умотавање сувлакија или гироса, обично украшена комбинацијом цацики соса, парадајза, лука и помфрита.
У Израелу, пита је генерално мекша, дебља и тестастија од других сомуна, и увек садржи џеп. Друска пита је пуњена лабнехом (густим јогуртом) и преливена маслиновим уљем и за'атаром.
У Босни, Хрватској, Бугарској и Србији, локална врста пите позната је као лепиња, сомун, пурленка или питица, и представља најчешћи хлеб који се служи уз јела са роштиља попут ћевапа, пљескавица, кебапче или грилованих кобасица. Са друге стране, реч пита се на локалним језицима користи у општем значењу за јело пита, и то најчешће за бурек или разна слатка јела од кора (са изузетком баклаве која се увек тако назива).
Пита је такође присутна у кухињи Арумуна.
- Тањир са хумусом послужен са пиде хлебом близу Јафе у Тел Авиву
- Karadeniz pidesi из Турске преливен кашар сиром
- Палестински доручак са фалафелом, хумусом, торшијем и хубз хлебом
- Рамазанска пиде
- Шаварма у Јерусалиму
- Гирос умотан у пиде
- Печени хубз на покретној траци у Тел Рифату, Сирија
- Кебаб послужен преко пиде са пилавом
- Босански ћевапи послужени са локалном врстом пите званом „сомун“